# Противостояние в Луганской области
Противостояние в Луганской области — один из эпизодов общего политического кризиса на Украине весной 2014 года, когда Евромайдан и последующий захват Крыма Россией привели к обострению противостояния в южных и восточных регионах страны.

## Предыстория
Уже 24 ноября 2013 года на площади у памятника Тарасу Шевченко прошёл немногочисленный митинг в поддержку евроинтеграции, у участников которого возник конфликт с донскими казаками из Станицы-Луганской. 1 декабря сторонники евроинтеграции возобновили пикеты в центре Луганска под лозунгом «Януковича в отставку!».
25 января 2014 года в Луганске по инициативе Партии регионов прошёл массовый митинг в поддержку действий президента Януковича. По мере того, как накалялась ситуация в Киеве, росла нестабильность и на Луганщине. 27 января областная администрация призвала граждан создавать отряды самообороны для борьбы с «экстремистами» из числа сторонников Евромайдана, которые могли захватить административные здания.
22 февраля после отстранения Верховной радой Виктора Януковича от руководства страной сторонники Евромайдана попытались взять штурмом здание обладминистрации. Инциденту предшествовала стычка между сторонниками Евромайдана и активистами «Луганской гвардии». К месту конфликта прибыли вооружённые бойцы «Беркута». Трое человек в ходе столкновения получили огнестрельные ранения

## Хронология

### Первая волна
1 марта в Луганске прошёл митинг против новой власти, в котором приняли участие около 10 тысяч человек. Над зданием облгосадминистрации (ОГА) был поднят флаг России.
Луганский областной совет принял это решение и направил его в Верховную раду Украины. Во время митинга активисты взяли здание облсовета.
9 марта (в день рождения Т. Г. Шевченко) прошёл проукраинский митинг, который был оттеснён пророссийскими протестующими.

### Разгон антимайдана
Клинчаев был уже на свободе и пообещал Ляшко, что в следующий раз тот получит пулю в лоб. 11 марта Клинчаев был задержан и доставлен в СИЗО теперь уже официальными сотрудниками СБУ. 13 марта СБУ также задержала Александра Харитонова.
22 марта прошёл массовый митинг. Люди держали плакаты «Янукович — наш президент», «Мы не титушки. Мы народ», «Нет шовинизму».

### Вторая волна протестов
30 марта в Луганске в центре города состоялся масштабный пророссийский митинг, где собралось около 10 тысяч человек. Участники акции с флагами Российской Федерации, плакатами «Украина — это Русь», «Европа — это Содом и Гоморра», «Русский язык — государственный» по пути следования скандировали «Луганск, вставай!», «Россия!», «Украина — это Русь». Активисты пришли из разных точек города; по словам организаторов, это даёт реальное представление о количестве приверженцев идеи федерализации страны и присоединения к России в Луганске. Митингующие потребовали от депутатов всех уровней признать незаконными центральную власть и губернатора Луганской области, выступили против понижения социальных стандартов, потребовали освобождения Арсена Клинчаева и Александра Харитонова.

### Захват здания СБУ. Провозглашение ЛНР
5 апреля управление СБУ в Луганской области сообщило о задержании 15 активистов, которые «планировали захватить власть в области». Согласно сообщению, было изъято 300 автоматов, 1 противотанковый гранатомёт, 5 пистолетов, большое количество гранат, бутылки с зажигательной смесью, значительное количество гладкоствольного и холодного оружия.
6 апреля после очередного митинга на площади около тысячи участников двинулись к зданию СБУ в Луганске под флагами РФ, ВДВ, ВМС РФ, требуя освободить арестованных активистов «армии Юго-Востока». Несмотря на выполнение требований протестующих — задержанные накануне были отпущены — штурм здания СБУ продолжился. Здание штурмовали камнями и металлическими прутьями, полицейские были избиты, эффективного сопротивления не оказали. После захвата здания была вскрыта оружейная комната, началась раздача оружия, в том числе и конфискованного накануне. Было объявлено, что генерал Александр Петрулевич, 10 марта назначенный Турчиновым начальником управления СБУ, разрешил взять оружие и выдал бронежилеты (позднее он утверждал, что ключ от оружейной комнаты он не отдавал и её вскрывали «специальным резаком» без него).
7 апреля пророссийские активисты заблокировали баррикадами из строительного мусора, автомобильных покрышек и колючей проволоки улицу Советскую перед захваченным накануне зданием СБУ. Милиция города была приведена в боевую готовность, ГАИ перекрыла проезды в центр города. В самом захваченном здании СБУ разместился Объединённый штаб Юго-Восточного сопротивления. Активисты потребовали от украинской власти освобождения всех политических заключённых, в том числе лидера «Луганской гвардии» Александра Харитонова и депутата облсовета Арсена Клинчаева, амнистии всех «силовиков», задействованных в событиях на Майдане, а также проведения в Луганской области референдума по самоопределению региона. Также было заявлено, что в случае невыполнения властями этих требований будет создан «Парламент Луганской Республики».
В городе Красный Луч местные жители (около 25 человек) организовали свой пост рядом с постом ГАИ с целью не допустить на территорию области подразделения Национальной гвардии и бойцов «Правого сектора». В Рубежном местные жители пикетировали городской отдел милиции с целью помешать отправке местных милиционеров в Луганск и предотвратить возможное кровопролитие. Прошёл также митинг в Антраците.
8 и 9 апреля в Луганске у ворот обоих военных городков местного полка внутренних войск собрались не только общественные активисты, но и родители и близкие родственники военнослужащих части. Основным требованием граждан стало недопущение привлечения личного состава к любым силовым операциям по отношению к мирным демонстрантам. Командование части заверило граждан, что военнослужащие находятся в части и никуда, кроме плановой службы по конвоированию, не будут уезжать. Утром 9 апреля выезды были разблокированы, однако поблизости остаётся общественный пост, который наблюдает за перемещением военной техники.
10 апреля вблизи города Ровеньки местные жители перекрыли дорогу, чтобы не пропустить украинскую военную технику в Луганск. По информации одного из участников акции, техника вышла из Дебальцева и направлялась в Луганск. На дороге создали общественный пост, который следит за передвижениями автомобилей.
11 апреля Объединённый штаб Армии Юго-Востока выдвинул ультиматум Луганскому областному совету: в течение ближайших 10 часов собрать экстренную (внеочередную) сессию, на которой депутаты обязаны провозгласить государственный суверенитет Луганской Народной Республики и в течение 10 дней провести референдум с двумя вопросами: 1. Вы «за» вхождение Луганской Народной Республики в состав Российской Федерации? 2. Вы «за» вхождение Луганской Народной Республики в состав Украины?. Штаб Армии Юго-Востока принял решение о том, что оружие будет сдано только тем властям, которых выберут граждане Луганской области на референдуме.
14 апреля пророссийские активисты провели митинг у здания Луганской ОГА. Член координационного совета Луганской области Алексей Чмуленко передал губернатору области требования митингующих: признать нелегитимность новых украинских властей, признать законным существование «народного движения» и освободить арестованных пророссийских активистов. Срок исполнения ультиматума — до 16 апреля. По данным СМИ, в здании СБУ осталось около сотни сепаратистов.
16 апреля было объявлено об «объединении» юго-восточных регионов в Федерацию Юго-Востока Украины, во главе которой по результатам селекторного опроса стал временный президент Анатолий Визир, ранее глава Апелляционного суда Луганской области. Также было объявлено об объединении Донецкой и Луганской народных армий (сил самообороны) в национальную Армию Юго-Востока и о переходе экономики Юго-Востока Украины на российский рубль. Самопровозглашённый президент сразу обратился за помощью к РФ и ввёл на территории «Федерации Юго-Востока Украины» конституцию 1996 года и чрезвычайное положение, «чтобы защитить население от бандеровских неофашистов».
21 апреля на народном сходе народным губернатором края был избран Валерий Болотов.
24 апреля в Луганск приезжала Юлия Тимошенко для переговоров с захватившими здание СБУ. Также переговоры с пророссийскими активистами вёл мэр города Сергей Кравченко.
27 апреля на очередном митинге от имени Координационного народного совета была провозглашена Луганская Народная Республика.

### Захват ОГА и прокуратуры
29 апреля после истечения срока ультиматума, предъявленного властям, пророссийские активисты выполнили своё обещание и перешли к активным действиям. Колонна в несколько тысяч человек двинулась в центр города и захватила здание обладминистрации и прокуратуры, а также УВД и телекомпанию ЛОТ. Сотрудникам правоохранительных органов был предоставлен «живой коридор», и они добровольно покинули захваченное активистами здание. Милиционеры надели георгиевские ленты и перешли на сторону митингующих. После переговоров с активистами начальник областного управления МВД написал рапорт об отставке.

## Расширение географии движения
30 апреля около 30 противников официальной власти вошли в здание городского совета Алчевска, ещё около 150—200 человек поддержки остались на улице. Со здания был снят флаг Украины, а через несколько часов на флагштоке вместо него был поднят российский флаг. Руководство горсовета осталось на рабочих местах и продолжило работу.
3 мая в город Антрацит прибыли несколько грузовиков с казаками из Казачьей национальной гвардии, которые взяли под свой контроль горсовет, подняли флаг Войска Донского и начали собирать добровольцев.

## Эскалация вооружённого противостояния
22 мая в районе населённых пунктов Рубежное и Лисичанск произошёл бой между бойцами «Армии Юго-Востока» и украинскими национальными гвардейцами. Пять жителей Стаханова погибли.
В дальнейшем вооружённые отряды ЛНР стремились установить контроль над пограничными переходами на российской границе: Краснодон, Дьяково и др.
25 мая перестрелка между бойцами батальона Днепр и сепаратистами произошла в поселке Новоайдар. По крайней мере один человек погиб.
28 мая украинские военные продолжили артобстрел позиций сепаратистов в районе города Рубежное. В этот же день сепаратисты захватили часть нацгвардии (№ 3035) в Луганске. В тот же день сепаратисты, прибывшие на 8 грузовиках, штурмовали украинскую часть в Александровске.
30 мая сепаратисты атаковали украинский пограничный пункт в Дьякове.
1 июня сепаратисты взяли под свой контроль патронный завод в Луганске. Представитель пресс-службы ЛНР заявил, что сепаратисты заняли завод без применения силы.

## Нападение на Луганский пограничный отряд
В ночь на 2 июня к управлению Луганского пограничного отряда прибыло около 100 вооружённых людей, которые разместились вокруг территории базы. Первая атака с применением стрелкового оружия началась около 4 часов утра и продолжалась примерно 40 минут. Пограничникам удалось отбить атаку. Тяжёлый бой продолжался в течение дня. 3 июня ситуация была более спокойной, но сепаратисты продолжали осаждать базу. По словам представителя пограничной службы, среди осаждавших были казаки.
4 июня управление Госпогранслужбы заявило о передислокации сотрудников из Луганска. Сепаратисты захватили боеприпасы в здании и позволили пограничникам уйти.

## Авиаудар по зданию Луганской ОГА
2 июня украинские военные самолёты нанесли удар по зданию областной госадминистрации. В результате погибли 8 человек, 28 было ранено осколками. Среди погибших были опознаны министр здравоохранения Луганской Народной Республики Наталья Архипова и руководитель военно-патриотического объединения «Каскад», ветеран Афганской войны, один из старейших активистов поискового движения Украины Александр Гизай. Местная милиция заявила, что в ходе авианалёта было выпущено около 20 неуправляемых ракет с кумулятивно-осколочными боеголовками калибра 80 миллиметров С8КО. Наблюдатели ОБСЕ подтвердили информацию об авиаударе с применением неуправляемых ракет.
Руководство силовых структур Украины факт авианалёта на здание Луганской ОГА отрицает. Пресс-офицер АТО Алексей Дмитрашковский заявил, что имел место взрыв внутри здания. Первый заместитель генерального прокурора Украины Николай Голомша выдвинул версию, что сепаратисты сами обстреляли здание из ПЗРК. На версии самообстрела настаивают и представители ВСУ. В ВСУ признали применение в этот день авиации, но для воздушной поддержки управления Луганского погранотряда, заблокированного вооружёнными сепаратистами.

## Бои под Луганском
После освобождения города Счастье (14 июня) украинская армия с севера вплотную приблизилась к Луганску. 17 июня 2014 года развернулись ожесточенные бои в поселке Металлист, где погибли российские журналисты. Сепаратисты заявили о трех уничтоженных танках противника. Украинская сторона подтвердила сообщения об 4 убитых со своей стороны.
14 июня в аэропорту Луганска сепаратисты сбили военно-транспортный самолёт ИЛ-76, принадлежащий ВСУ. По официальным данным, в нём погибло 49 военнослужащих ВСУ.
18 июня было заключено перемирие для обмена и захоронения тел погибших.

## Роль украинского истеблишмента
7 апреля 2014 В. И. Ландик в интервью телеканалу Еспресо TV заявил, что за сепаратистами в Луганской области стоит Партия Регионов (по спискам которой он дважды избирался в Верховную Раду) во главе с её руководителем Ефремовым А. С. 30 мая ЛНР приостановила деятельность луганского телеканала Ирта (ООО НТРК Ирта), почетным президентом которого является В. И. Ландик, из-за «киевской пропаганды».
18 апреля Луганский областной совет (88 % мандатов принадлежат Партии Регионов и 10 % Коммунистической партии) принял Решение № 24/5 учредить комиссию «по вопросам защиты прав граждан от преследований по политическим мотивам» и обратится к центральной власти с призывом перевести конфликт в политическую плоскость. Текст обращения (Приложение 3) критикует политику центральной власти в резкой и эмоциональной форме. В частности, областной совет заявил, что власть «пытается удержаться на крови». выбрав путь «насилия и подавления любого протеста» со стороны «нетитульной нации», принимая решения, которые «за гранью не только закона, но и здравого смысла», тем самым жителям юго-востока «отказано в праве … быть гражданами своей Отчизны».

## Бои летом 2014 года
2 июля украинские военные самолёты нанесли авиаудар по Станице Луганской. Частично посёлок был разрушен, были многочисленные человеческие жертвы. Сама Украина объявила о том, что её самолёты в этом районе не летали. 
3 июля начались целенаправленные обстрелы Луганска, от которых первоначально страдали жители окраинных районов (Вергунка и Камброд).
7 июля сепаратисты ЛНР заняли город Попасная. 11 июля сепаратисты ЛНР нанесли ракетный удар по позициям украинских солдат в населённом пункте Зелёнополье. Сепаратисты заявили, что погибло около 200 военных Украины. В свою очередь Минобороны Украины заявило о том, что погибло всего 19 военных Украины.
22 июля сепаратисты оставили город Северодонецк, а 24 июля сепаратисты отошли из Лисичанска. В результате обстрелов Луганск в конце июля оказался в полной блокаде: исчезла вода, электричество, связь. Сепаратисты были вынуждены отступить из Попасной. Для помощи страдающим мирным жителям 22 августа в Луганск прибыла колонна белых КАМАЗов с гуманитарной помощью из России. В конце августа сепаратисты перешли в контрнаступление. В результате была прорвана блокада Луганска, также сепаратисты ЛНР соединились с сепаратистами ДНР. ВСУ были отогнаны на северо-запад. Кроме того сепаратисты заняли часть пограничных КПП на границе с Россией в Луганской области.

## Бои осенью 2014 года
1 сентября сепаратисты ЛНР взяли под свой контроль аэропорт Луганска, а также ключевую высоту Веселая Гора и поселок Георгиевка. Обстрелы Луганска прекратились. До 5 сентября сепаратисты заняли Лутугино, вышли к окраинам посёлка Станица Луганская и города Счастье. После подписания Минского соглашения о прекращении огня активные боевые действия прекратились, но взаимные обстрелы продолжились.
13 октября начались атаки казаков на блокпосты ВСУ на трассе Бахмутка (№ 31 и № 32). В результате к концу месяца украинские солдаты были вынуждены отступить.
2 ноября в ЛНР прошли выборы главы ЛНР. Выиграл выборы Игорь Плотницкий, который исполнял обязанности главы республики после ухода в отставку 14 августа Валерия Болотова. К концу осени в Луганской области ситуация оставалась напряжённой.

## Бои зимой 2014—2015
В декабре на линии соприкосновения наступило затишье, но в январе ситуация снова обострилась. Активные боевые действия возобновились в районе Дебальцева. В феврале сепаратисты ЛНР заняли посёлок Чернухино, замыкая кольцо окружения вокруг Дебальцева. Кроме этого, Народная милиция ЛНР вышла к окраинам Попасной, а также продвинулось по трассе на Бахмутке к Лисичанску. 18 февраля сепаратисты ДНР и ЛНР заняли Дебальцево. После подписания второго Минского соглашения активные боевые действия прекратились.

## 2015 год
Весной ситуация в Луганской области оставалась стабильно напряженной. Со стороны Украины были перекрыты пункты пропуска. В мае участились перестрелки под Счастьем и под Станицей Луганской. 23 мая в Перевальском районе Луганской области под Михайловкой был убит командир бригады «Призрак» Алексей Мозговой. По данным ЛНР, его убили украинские диверсанты. 27 мая Мозгового похоронили в городе Алчевске. К концу мая ситуация в Луганской области обострилась.
В начале июня Украина перекрыла водоснабжение в ЛНР. Республика перешла на резервное снабжение водой. Начались обстрелы Первомайска. Снова участились перестрелки под Станицей Луганской и Счастьем. 18 июля сепаратисты начали отвод тяжелого вооружения калибром менее 100 миллиметров. 21 июля Контактная группа по Украине согласовала план отвода тяжелого вооружения калибром менее 100 мм. 26 августа Контактная группа в Минске договорилась о прекращении огня с 1 сентября. После этого должна начаться реализация Минских соглашений от 12 февраля 2015 года.
1 сентября на линии соприкосновения был окончательно прекращён огонь. По данным ОБСЕ, за 1 сентября не было зафиксировано никаких обстрелов. 3 сентября МИД РФ заявил, что удовлетворён прекращением огня в Донбассе. 27 сентября официальный представитель администрации президента Украины Александр Мотузиняк заявил, что около месяца в Донбассе сохраняется затишье.
29 сентября Контактная группа по Украине подписала документ об отводе тяжелого вооружения калибром менее 100 мм. Сам документ является дополнением к Комплексу мер от 12 февраля 2015 года. 30 сентября главы ДНР и ЛНР подписали документ об отводе вооружения калибром менее 100 мм. 3 октября сепаратисты ЛНР начали отвод танков от линии соприкосновения. 5 октября ВСУ начали отвод танков, а 9 октября артиллерии от линии соприкосновения в Луганской области. 6 октября украинские военные заявили, что завершили отвод танков, 11 октября завершили отвод пушек. Утром 15 октября сепаратисты ЛНР произвели отвод миномётов от линии соприкосновения. В этот же день ВСУ тоже начали отвод миномётов и 16 октября завершили его.
29 октября в 19:30 по местному времени городе Сватово, который находится под контролем ВСУ, произошел пожар на артиллерийских складах, начали взрываться снаряды реактивной системы «Ураган» калибром 220 миллиметров. В результате этого пожара погибло 2 человека и 8 было ранено. После пожара было повреждено 1,7 тысячи квартир.
9 декабря заместитель начальника штаба Народной милиции ЛНР Игорь Ященко заявил, что ситуация в Луганской области обострилась. По словам Ященко, украинские военные готовят проведение масштабных провокаций на 19 декабря.
12 декабря в районе Первомайска погиб лидер казаков и командир шестого отдельного мотострелкового казачьего полка Народной милиции ЛНР Павел Дрёмов.
22 декабря Контактная группа по Украине договорилась о полном прекращении огня с 00:00 в ночь с 22 на 23 декабря.

## 2016 год
1 января 2016 года МИД ФРГ приветствовал установление стабильного режима прекращения огня на востоке Украины.
13 января Контактная группа по Украине поддержала инициативу Бориса Грызлова о прекращении огня с 13 января 2016 года.
20 января Контактная группа по Украине договорилась о разминировании ключевых объектов в Донбассе до 21 марта.
23 января свою работу начала оценочная миссия ООН по Донбассу.
2 марта Контактная группа по Украине подписала соглашение о разминировании в Донбассе. До 31 марта стороны должны обеспечить обозначение ламинированные территорий. В этот же день стороны конфликта договорились полностью прекратить учения с боевой стрельбой на линии соприкосновения с 1:00 (мск) 4 марта.
15 марта губернатор Луганской области Георгий Тука заявил, что разминирование Луганской области займет 10 лет. По словам Туки, к разминирования привлечены иностранные специалисты.
26 марта МЧС ЛНР приступили к разминированию в зоне бывшего «Дебальцевского котла».
30 апреля сепаратисты ЛНР сбили украинский беспилотник.
28 мая неизвестные обстреляли из автоматических и противотанковых гранатометов Станицу Луганскую (Станица Луганская находится под контролем украинских военных). В результате обстрела снаряд попал в актовый зал районной государственной администрации, сгорел двухэтажный дом. ВСУ обвинили в обстреле сепаратистов ЛНР. В свою очередь в ЛНР заявили, что в обстреле виноваты украинские военные, которые нарушили правила обращения с боеприпасами.
29 июня украинские силовики пытались прорвать оборону сепаратистов ДНР и ЛНР под Дебальцевом. Сначала ВСУ продвинулись на четыре километра вглубь обороны сепаратистов, но потом сепаратисты отбросили украинских военных на четыре километра назад, то есть к их прежним позициям.
18 августа было подписано соглашение между предприятиями ЛНР и Украины по поставкам воды.
10 октября на митинг протеста против введения вооруженной миссии ОБСЕ в Донбасс, в Луганске на митинг вышли 20 тысяч человек. Митинг состоялся на центральной площади Луганска.

## 2017 год
27 января 2017 года в Москве скончался экс-глава ЛНР (первый глава ЛНР) Валерий Болотов.
4 февраля в Луганске была взорвана машина начальника луганского управления Народной милиции ЛНР. Начальник управления Народной милиции ЛНР полковник Олег Анащенко погиб.